# James McNair Baker
James McNair Baker (* 20. Juli 1821 im Robeson County, North Carolina; † 20. Juni 1892 in Jacksonville, Florida) war ein US-amerikanischer Jurist und Politiker. Er vertrat den Staat Florida während des Sezessionskrieges als Senator im Konföderiertenkongress.

## Staatsanwalt und Whig-Politiker
James McNair Baker erhielt seine Ausbildung am College von Davidson, wo er 1844 seinen Abschluss machte. Danach arbeitete er als Jurist zunächst in Lumberton; als er an Typhus erkrankte, zog er des wärmeren Klimas wegen nach Florida. Dort war er in der Gegend entlang des Suwannee River als Anwalt tätig, ehe er in eine Stadt namens Alligator zog. Dort wirkte er an der Umbenennung des Ortes in Lake City mit.
Sein erstes öffentliches Amt übernahm Baker 1852 als Staatsanwalt für den Gerichtskreis des Suwannee County und dessen Umgebung. Im selben Jahr war er Delegierter zum Nominierungsparteitag der Whigs für die bevorstehende Präsidentschaftswahl. Trotz der Proteste von Bakers Delegation wurde Winfield Scott zum Whig-Kandidaten gekürt, der in Florida wegen seiner ablehnenden Haltung bezüglich der Seminolenkriege äußerst unpopulär war. Viele Whig-Wähler in diesem Staat wandten sich daraufhin von der Partei ab, was sich auch letztlich auf Bakers erfolglose Kandidatur für einen Sitz im US-Repräsentantenhaus im Jahr 1856 auswirkte.

## Richter und Senator
Nachdem er 1859 zum Richter im vierten Gerichtsdistrikt von Florida gewählt worden war, unterstützte Baker bei der Präsidentschaftswahl im folgenden Jahr John Bell, den Kandidaten der Constitutional Union Party. Als nach der Wahl Abraham Lincolns zum Präsidenten Sezessionspläne in Florida laut wurden, lehnte Baker diese ab; er trug die Entscheidung seiner Wahlheimat jedoch mit, als diese sich der Konföderation anschloss. Noch während seiner Zeit als Richter wurde er 1861 durch das Parlament von Florida für seine Lebensleistung geehrt, indem das neu entstandene Baker County nach ihm benannt wurde. Im Jahr darauf wurde er durch einen weiteren Parlamentsentscheid zu einem der beiden CS-Senatoren im ersten und zweiten Konföderiertenkongress gewählt. Für die Dauer seiner politischen Tätigkeit zog er nach Richmond.
Nach der Niederlage der Konföderation wurde Baker durch Gouverneur David S. Walker zum Richter am Supreme Court of Florida berufen. Die Bestimmungen der Reconstruction zwangen ihn jedoch 1868 zum Rücktritt, woraufhin er wieder privat praktizierte. Er war in der Folge aktiver Demokrat und gehörte dem Exekutivkomitee der Partei auf Staatsebene an. 1881 ernannte ihn Gouverneur William D. Bloxham schließlich zum Richter für den vierten Gerichtsbezirk; dessen Nachfolger Edward A. Perry bestätigte Baker 1885 im Amt. 1890 trat er aus gesundheitlichen Gründen zurück.